# Пивовщина
Пивовщина — колишнє село на території Сокальського району Львівської області.

## Історія
У 1772 році після першого розподілу Польщі село ввійшло до провінції Королівство Галичини та Володимирії імперії Габсбургів. У 1880 р. було 247 мешканців у селі та 61 мешканець у фільварку (більшість — греко-католики, 50 римо-католиків), село належало до Сокальського повіту. Греко-католики належали до парафії Себечів Белзького деканату Перемишльської єпархії.
На 1 січня 1939 року в селі мешкало 440 осіб (з них 400 українців-греко-католиків і 40 українців-римокатоликів). Село входило до ґміни Белз Сокальського повіту Львівського воєводства.
26 вересня 1939 року Червона армія зайняла село, оскільки за пактом Ріббентропа-Молотова воно належало до радянської зони впливу. Однак за Договором про дружбу та кордон між СРСР та Німеччиною Сталін обміняв Закерзоння на Литву і на початку жовтня територія села знову була окупована німцями. Це були роки українсько-польського протистояння. В липні 1944 року радянські війська заволоділи цією територією. За Люблінською угодою захід Сокальщини разом із Пивовщиною відданий Польщі. З 26 червня по 15 липня 1947 року під час операції «Вісла» польська армія виселила з Пивовщини на щойно приєднані до Польщі північно-західні терени 74 українців. У селі залишилося 32 поляки. За радянсько-польським обміном територіями 15 лютого 1951 року село передане до УРСР, а частина польського населення переселена до Нижньо-Устрицького району, включеного до складу ПНР.